# Islänningatåt
Islänningatåt (Íslendingaþáttur på isländska, Íslendingaþættir i flertal) eller kortsaga är en kort isländsk sagoberättelse från medeltiden. 
Islänningatåtar utspelas för det mesta före år 1200. Det kan vara en skildring av en islännings resa utomlands. Några islänningatåtar har bevarats i samlingsverk av kungssagor, såsom Flateyjarbók, andra har bevarats som självständiga berättelser.

## Lista över isländska tåtar
- Arnórs þáttur jarlaskálds
- Auðunar þáttur vestfirska
- Bergbúa þáttur
- Bolla þáttur Bollasonar
- Brandkrossa þáttur
- Brands þáttur örva
- Draumur Þorsteins Síðu-Hallssonar
- Egils þáttur Síðu-Hallssonar
- Einars þáttur Skúlasonar
- Gísls þáttur Illugasonar
- Gull-Ásu-Þórðar þáttur
- Gunnars þáttur Þiðrandabana
- Halldórs þáttur Snorrasonar hinn fyrri
- Halldórs þáttur Snorrasonar hinn síðari
- Hrafns þáttur Guðrúnarsonar
- Hreiðars þáttur
- Hrómundar þáttur halta
- Íslendings þáttur sögufróða
- Ívars þáttur Ingimundarsonar
- Kumlbúa þáttur
- Mána þáttur skálds
- Odds þáttur Ófeigssonar
- Orms þáttr Stórólfssonar
- Ófeigs þáttur
- Óttars þáttur svarta
- Sneglu-Halla þáttur
- Stjörnu-Odda draumur
- Stúfs þáttur hinn meiri
- Stúfs þáttur hinn skemmri
- Svaða þáttur og Arnórs kerlingarnefs
- Sörla þáttur
- Vöðu-Brands þáttur
- Völsa þáttur
- Þáttr Ólafs Geirstaða álfs
- Þiðranda þáttur og Þórhalls
- Þorgríms þáttur Hallasonar
- Þorleifs þáttur jarlaskálds
- Þormóðar þáttur
- Þórodds þáttr Snorrasonar
- Þorsteins þáttur Austfirðings
- Þorsteins þáttur forvitna
- Þorsteins þáttur Síðu-Hallssonar
- Þorsteins þáttur skelks
- Þorsteins þáttur stangarhöggs
- Þorsteins þáttur sögufróða
- Þorsteins þáttur tjaldstæðings
- Þorsteins þáttur uxafóts
- Þorvalds þáttur tasalda
- Þorvalds þáttur víðförla
- Þorvarðar þáttur krákunefs
- Þórarins þáttur Nefjólfssonar
- Þórarins þáttur ofsa
- Þórarins þáttur stuttfeldar
- Þórhalls þáttur knapps
- Ögmundar þáttur dytts
- Ölkofra þáttur